# Abbyville
Abbyville är en ort i Reno County i Kansas. Vid 2010 års folkräkning hade Abbyville 87 invånare.